# Farmacóforo

Ejemplo de modelo de farmacóforo

El farmacóforo fue primero definido por Paul Ehrlich en 1909 como «una unidad central molecular que transporta (phoros) los rasgos esenciales responsables para la actividad biológica» de una droga (=pharmacon) (Ehrlich. Dtsch. Chem. Ges. 1909, 42: p.17). En 1977, esta definición fue actualizada por Peter Gund a "un conjunto de rasgos estructurales en una molécula que es reconocida en un sitio receptor y es responsable para la actividad biológica de esa molécula" (Gund. Prog. Mol. Subcell. Biol. 1977, 5: pp 117–143). La definición de la IUPAC de un farmacóforo es "un conjunto de rasgos estéricos y electrónicos necesarios para asegurar las óptimas interacciones supramoleculares con un blanco biológico específico y desencadenar (o bloquear) su respuesta biológica".
En la química computacional moderna, los farmacóforos se usan para definir los rasgos esenciales de una o más moléculas con la misma actividad biológica. Una base de datos de diversos compuestos químicos puede ser explorada por más moléculas que exhiben los mismos rasgos localizados a una distancia similar que los aparta en forma mutua.
Las características típicas de un farmacóforo son por donde una molécula es hidrófoba, aromática, un puente hidrógeno aceptor, un puente hidrógeno donor, un catión, o un anión. Los rasgos necesitan para emparejar diferentes grupos químicos con propiedades, para identificar ligandos noveles. Las interacciones ligandos receptor son, típicamente, polar positivas, polar negativas o hidrofóbicas. Un modelo farmacóforo bien definido incluye volúmenes hidrofóbicos y vectores puente hidrógenos.

## Software de simon de farmacóforos
- Discovery Studio by Accelrys
- LigandScout (external link) by Inte:ligand
- Phase by Schroedinger
- MOE by the Chemical Computing Group
- ICM-Chemist by MolSoft